# Jakob De la Gardie
Jakob Pontusson De la Gardie (født 20. juni 1583 i Reval, død 12. august 1652 i Stockholm) var en svensk feltherre, svensk riksråd og fra 10. maj 1615 greve af Läckö. Han fødes i Reval (nu i Tallinn) i Estland som søn af Pontus De la Gardie og Sofia Johansdotter (Gyllenhielm), et frillebarn af Johan III.
Moderen døde i barselsseng, da Jakob fødtes som tredje barn. Faderen Pontus De la Gardie druknede i 1585 i nærheden af Narva. Nu havde Jakob kun sin søster, Brita, og bror, Johan, tilbage.
Den 24. juni 1618 indgik De la Gardie ægteskab med Ebba Brahe. Paret bosatte sig på Svanå herregård i Harakers socken i Västmanland.
Jakob De la Gardie spillede en vigtig rolle i det De la Gardieske felttog, Den ingermanlandske krig og Forvirringens tid i Rusland.